# Одра (приток Рванца)
Одра (укр. Одра) — левый приток Рванца, протекающий по Новгород-Северскому району (Черниговская область, Украина).

## География
Длина — 14 км. Площадь водосборного бассейна — 71,7 км². Русло реки (отметки уреза воды) в приустьевой части (село Машево) находится на высоте 156,8 м над уровнем моря.
Русло реки у истоков выпрямлено в канал (канализировано) шириной 5 м и глубиной 1,5 м, в среднем течении — пересыхает. Пойма заболоченная с луговой растительностью и частично с кустарниками.
Река берёт начало на заболоченной местности между селами Должик и Турово (Новгород-Северский район). Река течёт на север, делая несколько поворотов с западным и восточным уклонами. Впадает в Рванец (на 24-м км от её устья) в северной части села Машево (Новгород-Северский район).
Притоки: (от истока к устью) пересыхающие безымянные ручьи
Населённые пункты на реке: (от истока к устью)
1. Должик
2. Бука[3]
3. Машево